# Capella de la Concepció (Talamanca)
La Capella de la Concepció és una església del municipi de Talamanca (Bages) inclosa en l'Inventari del Patrimoni Arquitectònic de Catalunya.

## Descripció
És una construcció senzilla, d'una sola nau rectangular i teulada a doble vessant. La porta és d'estructura allindada. A la part superior de la façana hi ha un ull de bou obrat en totxo. Sobre la llinda de la porta hi ha un arc de descàrrega fet amb maons que alleugereix i reparteix el pes que ha de suportar aquella. L'aparell és molt irregular; els carreus són de diferents mides. Els laterals, per la seva part, estan arrebossats. La capella es troba davant mateix del mas Tatger o Tatgera, i està dedicada a la Concepció.